# Metoda Domana
Ten artykuł opisuje teorie, metody lub czynności niezgodne ze współczesną wiedzą medyczną.
Metoda Domana, metoda Domana-Delacato, metoda filadelfijska – potoczna nazwa metody Instytutów Osiągania Ludzkich Możliwości. Metoda rehabilitacji i wspierania rozwoju dzieci, opierająca się na siedmioszczeblowym profilu rozwoju.
Metoda Domana w zakresie rehabilitacji dzieci z uszkodzeniem mózgu obejmuje następujące działania:
- patterning – manipulacja kończynami i głową w rytmiczny sposób
- pełzanie
- raczkowanie
- stymulacja receptywna  - stymulacja wzrokowa, dotykowa i słuchowa
- działania ekspresyjne – np. podnoszenie przedmiotów
- maskowanie – wdychanie maski oddechowej w celu zwiększenia ilości wdychanego dwutlenku węgla, co ma rzekomo zwiększać przepływ krwi w mózgu
- brachiacja
- działania grawitacyjne / antygrawitacyjne – kołysanie i zawieszanie do góry nogami
Metoda Domana kładzie nacisk na wczesne usprawnianie dzieci, jako gwarancję większej skuteczności rehabilitacji. W zgodzie z założeniem metody Domana powyższe działania mają doprowadzić do tego, by zdrowa część mózgu przejęła zadania uszkodzonej jego części.
Z rehabilitacji metodą Domana najczęściej korzystają dzieci z mózgowym porażeniem dziecięcym.
W wyniku długotrwałej obserwacji dzieci z uszkodzeniem mózgu, a jak podaje twórca metody również ich zdrowego rodzeństwa metoda Domana została przekształcona w metodę wspomagania rozwoju dzieci zdrowych od urodzenia w celu wykorzystania ich pełnego potencjału.
Metoda Domana zakłada naukę przez zabawę, poprzez stymulację motoryczną oraz sensoryczną.

## Metoda Domana skierowana do dzieci zdrowych obejmuje
- program rozwoju motorycznego (ruchowego)
- program nauki czytania (pochodną na gruncie języka polskiego jest czytanie globalne)[6][7]
- program nauki liczenia (matematyka intuicyjna)[8]
- program doskonalenia pamięci i wiedzy encyklopedycznej (bity inteligencji)[9]

## Krytyka
Już w latach siedemdziesiątych dwudziestego wieku, środowisko naukowe uznało metodę (oraz teorię na której się opiera) za bezwartościowe. Nie ma badań, które potwierdzałyby prawdziwość koncepcji specyficznej organizacji neurologicznej u dzieci z problemami rozwojowymi, zgodnej z teorią Domana. Główne założenia terapii opierają się luźno na teorii rekapitulacji, która ma obecnie znaczenie historyczne. Nie potwierdzono skuteczności tej metody w praktyce. Podobnie, brak dowodów na to, by ćwiczenia manualne lub oddechowe, proponowane przez metodę, wpływały na budowę mózgu. Narzędzia służące do określania "profilu rozwojowego" i planowania leczenia, także nie zostały odpowiednio zwalidowane. W literaturze naukowej metoda filadelfijska często wymieniana jest jako klasyczny przykład pseudonauki. Jej rzekome pozytywne skutki przypisuje się najczęściej naturalnemu rozwojowi dziecka.
Amerykańska Akademia Pediatryczna uznaje metodę za nieefektywną, opartą na przestarzałej i uproszczonej teorii rozwoju mózgu, a jej stosowanie za bezpodstawne. Oryginalne stanowisko AAP zostało poparte także m.in. przez: Amerykańską Akademię Mózgowego Porażenia Dziecięcego (ang. American Academy for Cerebral Palsy), Amerykańską Akademię Neurologii (ang. American Academy of Neurology), Amerykańską Akademię Medycyny Fizykalnej i Rehabilitacji (ang. American Academy for Physical Medicine and Rehabilitation), Amerykański Kongres Medycyny Rehabilitacyjnej (ang. American Congress of Rehabilitation Medicine), Amerykańską Akademię Ortopedii (ang. American Academy of Orthopedics) i Kanadyjskie Stowarzyszenie na rzecz Dzieci z Trudnościami w Uczeniu się (ang. Canadian Association for Children with Learning Disabilities).